# Кыз-Жибек (фильм)
Кыз-Жибек (каз. Қыз-Жiбек) — двухсерийный художественный фильм, снятый режиссёром Султаном-Ахметом Ходжиковым в 1969—1970 годах на киностудии «Казахфильм».
Экранизация казахской народной лиро-эпической поэмы-легенды «Кыз-Жибек».
Премьера фильма состоялась 18 сентября 1972 года.

## Сюжет
Основой фильма послужило далёкое прошлое казахского народа — эпоха XVI—XVII веков, когда казахская земля страдала от междоусобных войн, распрей, когда у каждой орды был свой хан, который стремился возвеличиться над другими.
Фильм повествует об истории любви храброго воина Толегена из рода Жагалбайлы/Жетыру и красавицы Жибек из рода Шекты /Алимулы/ (Младшего Жуза). Молодой, но уже мудрый, дальновидный и находчивый воин Толеген, вопреки воле отца избирает себе в невесты девушку Жибек из соседнего племени — дочь главы рода Сырлыбая. Злые силы противостоят стремлениям молодых героев. На пути влюбленных становятся преградой феодальные порядки и межродовые распри. Из-за ревности соперника, разбойника Бекежана, история заканчивается трагически — батыр Толеген гибнет, а Жибек бросается в светлые воды Яика…

## В ролях

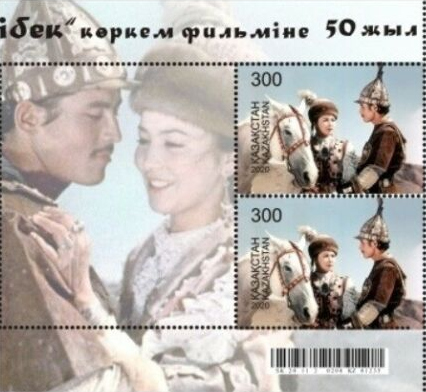
Утекeшова и Тастанбеков в фильмe «Кыз-Жибек» на марках Казахстана 2020 г.

- Меруерт Утекешева — Кыз Жибек (озвучивание — Роза Макагонова)
- Куман Тастанбеков — Толеген (озвучивание — Алексей Инжеватов)
- Асанали Ашимов — Бекежан (озвучивание — Юрий Боголюбов)
- Кененбай Кожабеков — хан Сырлыбай (озвучивание — Алексей Алексеев)
- Мухтар Бахтыгереев — эпизод (нет в титрах)
- Ануарбек Молдабеков — Шеге, акын (озвучивание — Вячеслав Тихонов)
- Фарида Шарипова — Кербез (озвучивание — Данута Столярская)
- Канабек Байсеитов — пленный батыр
- Гульфайрус Исмаилова — Айгоз, мать Жибек (озвучивание — Валентина Беляева)
- Идрис Ногайбаев — Каршига (озвучивание — Степан Бубнов)
- Каукен Кенжетаев — Базарбай (озвучивание — Яков Беленький)
- Сабира Майканова — Камка (озвучивание — Марина Гаврилко)
- Мухтар Бахтыгереев — купец (нет в титрах)
- Нуржуман Ихтымбаев — эпизод (нет в титрах)
- Лидия Ашрапова — эпизод (нет в титрах)
- Димаш Ахимов — Батыр Сырлыбая (нет в титрах)
- Лейла Рахимжанова — эпизод (нет в титрах)

## Съёмочная группа
- Режиссёр: Султан-Ахмет Ходжиков
- Сценарист: Габит Мусрепов
- Оператор: Асхат Ашрапов
- Композитор: Нургиса Тлендиев
- Художник: Гульфайрус Исмаилова
- Звукооператор: Кадыр Кусаев
- Режиссёр дубляжа: Эдуард Волк
- Монтажер: Г. Багаутдинова
- Директор фильма: Зет Бошаев

## Награды и отличия
- Фильм удостоен Государственной премии Казахской ССР за 1972 год;
- Государственной премии Казахской ССР удостоены автор сценария Г. Мусрепов, кинорежиссер С. Ходжиков, исполнители главных ролей А. Ашимов, К. Тастанбеков, М. Утекешева (1972);
- Диплом и премия за лучшее художественное оформление Г. Исмаиловой, диплом актёру К. Кожабекову, диплом режиссеру С. Ходжикову на V Всесоюзном кинофестивале — Тбилиси, Грузия, 1972 г.;
- Участие в Днях казахского кино, в рамках Второго Кинофестиваля Тюркского Мира, Стамбул, Турция, январь 2001 г.;
- Участие в Показе казахстанских фильмов в рамках Дней культуры Казахстана, Китай, сентябрь 2001 г.;
- «Экран шебері», Национальная кинематографическая премия «Кулагер», 27 декабря 2010 г.

По рейтингу фильмов киностудии «Казахфильм» за всю историю Казахской ССР (1955—1990) фильм «Кыз-Жибек» занял 8-е место — 7,8 млн зрителей, 331 копия.